# صالح فرج
صالح فرج (انگلیسی: Salih Faraj؛ زادهٔ ۱۹۲۶) بازیکن بسکتبال اهل عراق بود.